# ماشین کنترلی
ماشین کنترلی (به انگلیسی: Remote-Controlled Car یا RC Car) وسیله‌ای است که توسط یک کنترل از راه دور هدایت می‌شود. این ماشین‌ها در اندازه‌ها، مدل‌ها و کاربردهای مختلف طراحی شده‌اند و شامل نمونه‌های ساده برای سرگرمی کودکان تا مدل‌های پیشرفته مناسب مسابقات حرفه‌ای هستند. ماشین‌های کنترلی به دلیل جذابیت و قابلیت‌هایی مانند سرعت بالا، کنترل دقیق و شبیه‌سازی واقع‌گرایانه از خودروها، محبوبیت زیادی در میان علاقه‌مندان به تکنولوژی و سرگرمی پیدا کرده‌اند.

## تاریخچه
ماشین‌های کنترلی برای اولین بار در دهه ۱۹۶۰ (میلادی) معرفی شدند. اولین مدل‌ها بسیار ساده بودند و عمدتاً از موتورهای الکتریکی استفاده می‌کردند. در دهه‌های بعد، با پیشرفت فناوری، موتورهای احتراق داخلی، باتری‌های قابل شارژ و سیستم‌های کنترل بی‌سیم پیشرفته‌تر به این وسایل اضافه شدند. اولین ماشین کنترلی تجاری در دهه ۱۹۶۰ توسط شرکت ایتالیایی Elettronica Giocattoli معرفی شد. این مدل، یک ماشین فیات ۵۰۰ بود که از کنترل سیمی استفاده می‌کرد. اولین مدل بی‌سیم در دهه ۱۹۷۰ توسط شرکت تامیا با نام "Porsche 934 RSR" معرفی شد. برندهایی مانند تامیا (Tamiya) و کیوشو (Kyosho) نقش مهمی در توسعه و محبوبیت این ماشین‌ها ایفا کردند. امروزه، ماشین‌های کنترلی در مسابقات رسمی نیز به‌کار گرفته می‌شوند.

## انواع ماشین کنترلی
ماشین‌های کنترلی در دسته‌های مختلفی طراحی شده‌اند که هرکدام ویژگی‌ها، مزایا و کاربردهای خاص خود را دارند. این دسته‌بندی شامل موارد زیر است:

### ماشین‌های برقی (Electric RC Cars)
ماشین‌های برقی از موتورهای الکتریکی و باتری‌های قابل شارژ استفاده می‌کنند. این مدل‌ها به دلیل سهولت استفاده و نگهداری، برای مبتدیان و کودکان بسیار مناسب هستند.

#### ویژگی‌ها
- عملکرد بی‌صدا و دوستدار محیط زیست.
- نگهداری آسان و مناسب برای استفاده در محیط‌های داخلی و خارجی.

#### انواع باتری
- نیکل-کادمیوم (Ni-Cd): مقرون‌به‌صرفه ولی با وزن بیشتر و ظرفیت کمتر.
- لیتیوم-پلیمر (LiPo): سبک‌تر، قدرتمندتر و با عمر مفید طولانی‌تر.

#### کاربردها
- مناسب برای استفاده تفریحی و مسابقات محلی

### ماشین‌های سوختی (Nitro/Gas RC Cars)
این مدل‌ها از موتورهای احتراق داخلی استفاده می‌کنند که با سوخت نیترو یا بنزین کار می‌کنند. این مدل‌ها برای کاربران حرفه‌ای و علاقه‌مندان به مسابقات واقعی جذاب هستند.

#### ویژگی‌ها
- تولید صدا و دود واقعی که حس رانندگی خودروهای واقعی را تداعی می‌کند.
- قدرت و سرعت بالا.

#### معایب
- نیاز به نگهداری مداوم و تنظیم موتور.
- هزینه سوخت و تعمیرات بالاتر نسبت به مدل‌های برقی.

#### کاربردها
- مسابقات حرفه‌ای و فعالیت‌های بیرون از خانه.

### ماشین‌های آفرود (Off-Road RC Cars)
این ماشین‌ها برای مسیرهای ناهموار، سنگلاخی و گل‌آلود طراحی شده‌اند. شاسی مستحکم و سیستم تعلیق قوی از ویژگی‌های برجسته این نوع ماشین‌ها است.

#### ویژگی‌ها
- تایرهای مقاوم با آج‌های عمیق برای عبور از موانع.
- شاسی بلند و سیستم تعلیق قوی.

#### زیرشاخه‌ها
- باگی (Buggy): مناسب برای مسیرهای ترکیبی آسفالتی و خاکی.
- کامیون مانستر (Monster Trucks): تایرهای بسیار بزرگ برای عبور از موانع بزرگ.
- راک کراولر (Rock Crawlers): طراحی شده برای بالا رفتن از صخره‌ها و مسیرهای بسیار دشوار.

#### کاربردها
- مسابقات آفرود و ماجراجویی در طبیعت.

### ماشین‌های سرعتی (On-Road RC Cars)
این ماشین‌ها برای حرکت در جاده‌های صاف و آسفالته طراحی شده‌اند و به سرعت‌های بسیار بالایی دست پیدا می‌کنند.

#### ویژگی‌ها
- طراحی آیرودینامیک برای کاهش مقاومت هوا.
- تایرهای صاف برای چسبندگی بیشتر به جاده.

#### معایب
- مناسب نبودن برای مسیرهای ناهموار.

#### کاربردها
- مسابقات سرعت و رانندگی در مسیرهای آسفالته.

### ماشین‌های دریفت (Drift RC Cars)
این ماشین‌ها برای انجام حرکات نمایشی و دریفت طراحی شده‌اند و به مهارت بالایی در کنترل نیاز دارند.

#### ویژگی‌ها
- تایرهای سخت برای کاهش چسبندگی و تسهیل دریفت.
- سیستم کنترل دقیق برای حرکات نمایشی.

#### معایب
- عملکرد ضعیف در مسیرهای ناهموار یا خاکی.

#### کاربردها
- نمایش‌های دریفت و مسابقات نمایشی.

### ماشین‌های مقیاس بزرگ (Large Scale RC Cars)
این ماشین‌ها معمولاً در مقیاس‌های ۱:۵ یا ۱:۸ طراحی می‌شوند و از موتورهای قدرتمند و بدنه‌های سنگین برخوردار هستند.

#### ویژگی‌ها
- طراحی بسیار واقع‌گرایانه.
- استفاده از سوخت بنزین برای کارکرد طولانی‌تر.

#### معایب
- نیاز به فضای بزرگ برای استفاده.
- هزینه بالا و وزن زیاد.

#### کاربردها
- نمایش‌های حرفه‌ای و مسابقات بزرگ.

### ماشین‌های شبیه‌ساز (Scale Model RC Cars)
این نوع ماشین‌ها به‌طور دقیق از خودروهای واقعی شبیه‌سازی شده‌اند و برای علاقه‌مندان به جزئیات طراحی و دقت مناسب هستند.

#### ویژگی‌ها
- طراحی دقیق و واقع‌گرایانه با جزئیات بالا.
- مناسب برای نمایش و کلکسیون.

#### معایب
- عملکرد ضعیف‌تر نسبت به مدل‌های مسابقه‌ای یا آفرود.

#### کاربردها
- کلکسیون، نمایش و رویدادهای نمایشی.

## مزایا و معایب
مزایا:
- سرگرمی و فعالیت خلاقانه برای کودکان و بزرگسالان.
- توسعه مهارت‌های فنی مانند تعمیر و تنظیم موتور.
- امکان شرکت در مسابقات و فعالیت‌های اجتماعی.

معایب:
- هزینه بالا برای مدل‌های حرفه‌ای.
- نیاز به دانش فنی برای تعمیر و نگهداری.
- زمان‌بر بودن شارژ باتری‌ها یا سوخت‌گیری مکرر.